# Huron (Ohio)
Huron ou Hurão é uma cidade localizada no estado norte-americano de Ohio, no Condado de Erie.

## Demografia
Segundo o censo norte-americano de 2000, a sua população era de 7958 habitantes.
Em 2006, foi estimada uma população de 7459, um decréscimo de 499 (-6.3%).

## Geografia
De acordo com o United States Census Bureau tem uma área de
20,1 km², dos quais 12,7 km² cobertos por terra e 7,4 km² cobertos por água. Huron localiza-se a aproximadamente 177 m acima do nível do mar.

## Localidades na vizinhança
O diagrama seguinte representa as localidades num raio de 16 km ao redor de Huron.